# Porto Santo Line
Die Porto Santo Line ist eine 1989 gegründete portugiesische Reederei mit Sitz in Funchal auf Madeira. Sie betreibt einen Fährdienst zwischen Funchal und der Nachbarinsel Porto Santo mit der Lobo Marinho.

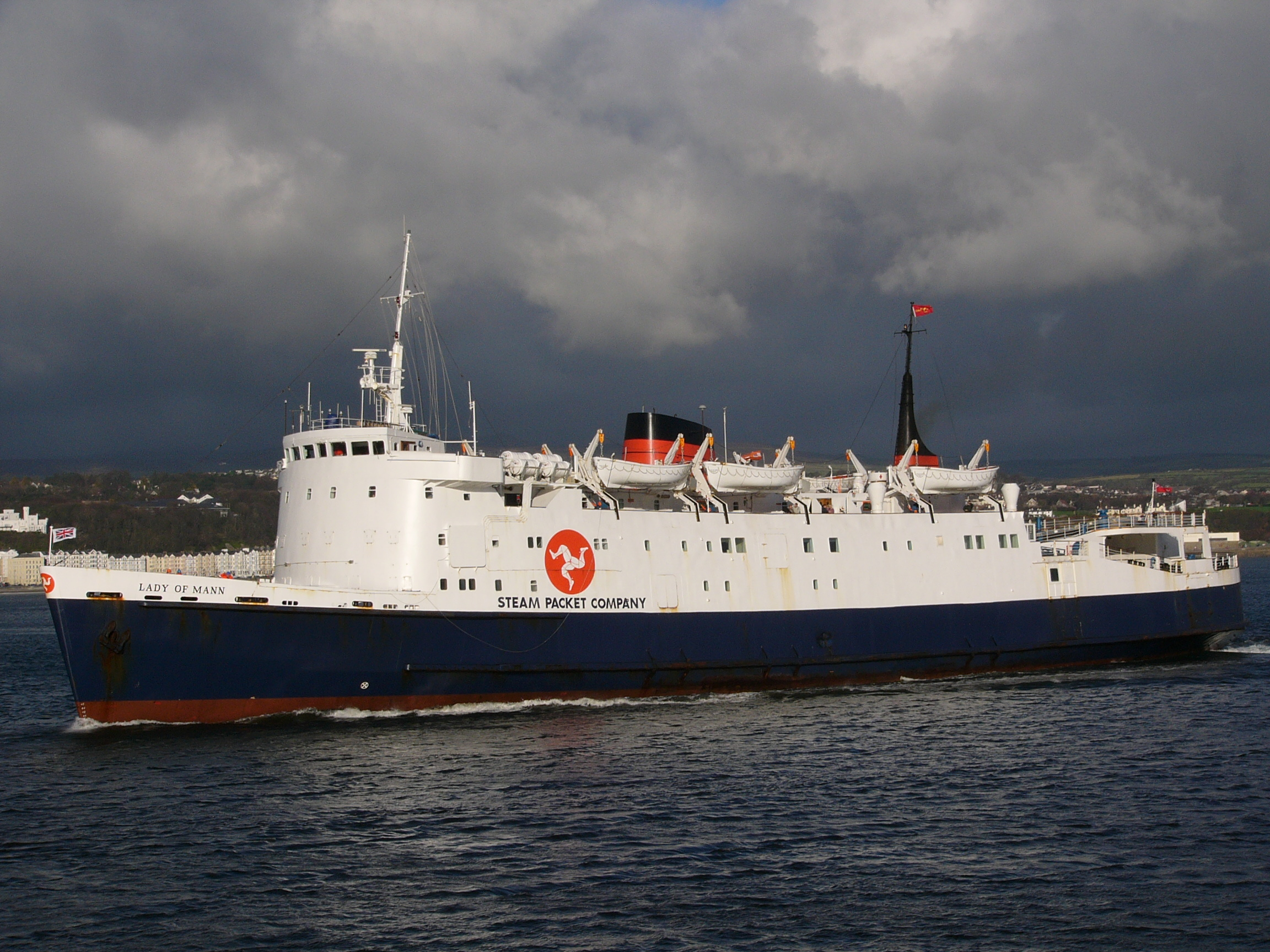
Die erste Fähre der Reederei: Lady of Mann

## Gründung und Besitzverhältnisse
Kurz vor Übernahme der Reederei Empresa de Navegação Madeirense (ENM) im Jahr 1990 gründete die Grupo Sousa 1989 die Reederei Porto Santo Line, um in den Markt der Passagierfahrten zwischen dem Haupthafen des Archipels, Funchal, und der Nachbarinsel einzusteigen. Bis dahin hatte die ENM auf dieser Route den Frachtverkehr betrieben und auf ihren Schiffen maximal 12 Passagiere befördern können. Gleichzeitig wurde der Passagierverkehr von der Autonomen Region Madeira durchgeführt, die zu diesem Zeitpunkt den Katamaran Independência und die Fähre Pirata Azul einsetzte, gefolgt 1990 vom SWATH-Schiff Patria.
Die Grupo Sousa ist eine private portugiesische Unternehmensgruppe mit Sitz in Funchal auf Madeira. Sie betreibt neben der Porto Santo Line auch die Frachtreedereien Empresa de Navegação Madeirense, Boxlines International und die PCI. Sie ist zugleich Betreiberin von Seehäfen sowie in den Bereichen Logistik, Energie und Tourismus tätig.

## Entwicklung der Reederei
Als erstes Schiff setzte die Porto Santo Line den freigewordenen Frachter Madeirense (2) ein, den sie 1990 so umbauen ließ, dass statt 12 nun 120 Passagiere befördert werden konnten. Mit fünf Verbindungen in der Woche trat sie in Konkurrenz zur Patria, konnte aber nur 12 Fahrzeuge transportieren, die umständlich mit einem Kran geladen werden mussten. 1995 wurde der alte Frachter von der gecharterten Lady of Mann abgelöst. Die 1976 gebaute Fähre blieb nur wenige Monate und überzeugte durch das einfache Be- und Entladen der Fahrzeuge. Anschließend setzte die Reederei bis 1996 die von der Regionalregierung gecharterte Patria für den Passagierverkehr zwischen den Inseln ein, während Frachten weiterhin von der Madeirense (2) transportiert wurden.
1995 gewann die Porto Santo Line die Ausschreibung für den alleinigen Fährbetrieb zwischen Funchal und Porto Santo und fand nach längerer Suche ein geeignetes Schiff. Die Betriebsaufnahme und die erste Überfahrt fand am 8. Juni 1996 statt. Seitdem pendelt ein Fährschiff des Unternehmens fast täglich zwischen den beiden großen Inseln des Archipels.

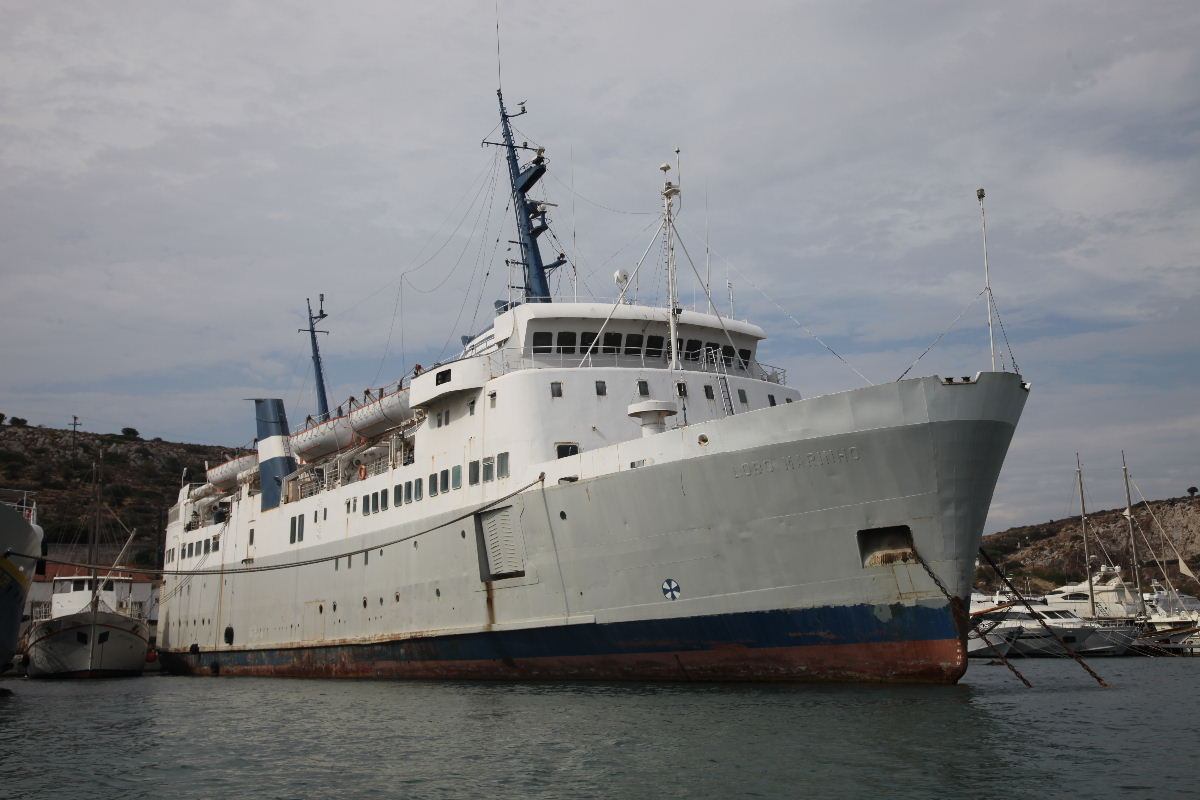
Die erste Lobo Marinho im Jahr 2010 unter dem Namen Menhir

Die im Juni 1996 gekaufte Fähre der Reederei wurde zunächst durch Umbauten den Erfordernissen angepasst und erhielt den Namen Lobo Marinho (dt.: „Seelöwe“). Das Schiff war 1968 auf der Aalborg Værft in Aalborg/Dänemark gebaut worden, war 88 Meter lang und 15,65 Meter breit, verfügte über vier Antriebsmotoren mit je 2180 PS und konnte 885 Passagiere befördern. Von 1968 bis 1984 verkehrte sie in Norwegen als Christian IV zwischen Kristiansand und Hirtshals. 1984 wurde sie nach Kuala Lumpur verkauft und in Pernas Safari umbenannt, von 1994 bis 1996 verkehrte sie als maltesische Safari zwischen Bari und Korfu, bevor sie nach Madeira gelangte.
Die Porto Santo Line hatte zwischenzeitlich ein moderneres und größeres Schiff bestellt, das den Namen Lobo Marinho übernahm und seit 2003 im Dienst der Reederei verkehrt. Im gleichen Jahr noch verkaufte sie die erste Fähre an die Cabo Verde Line.

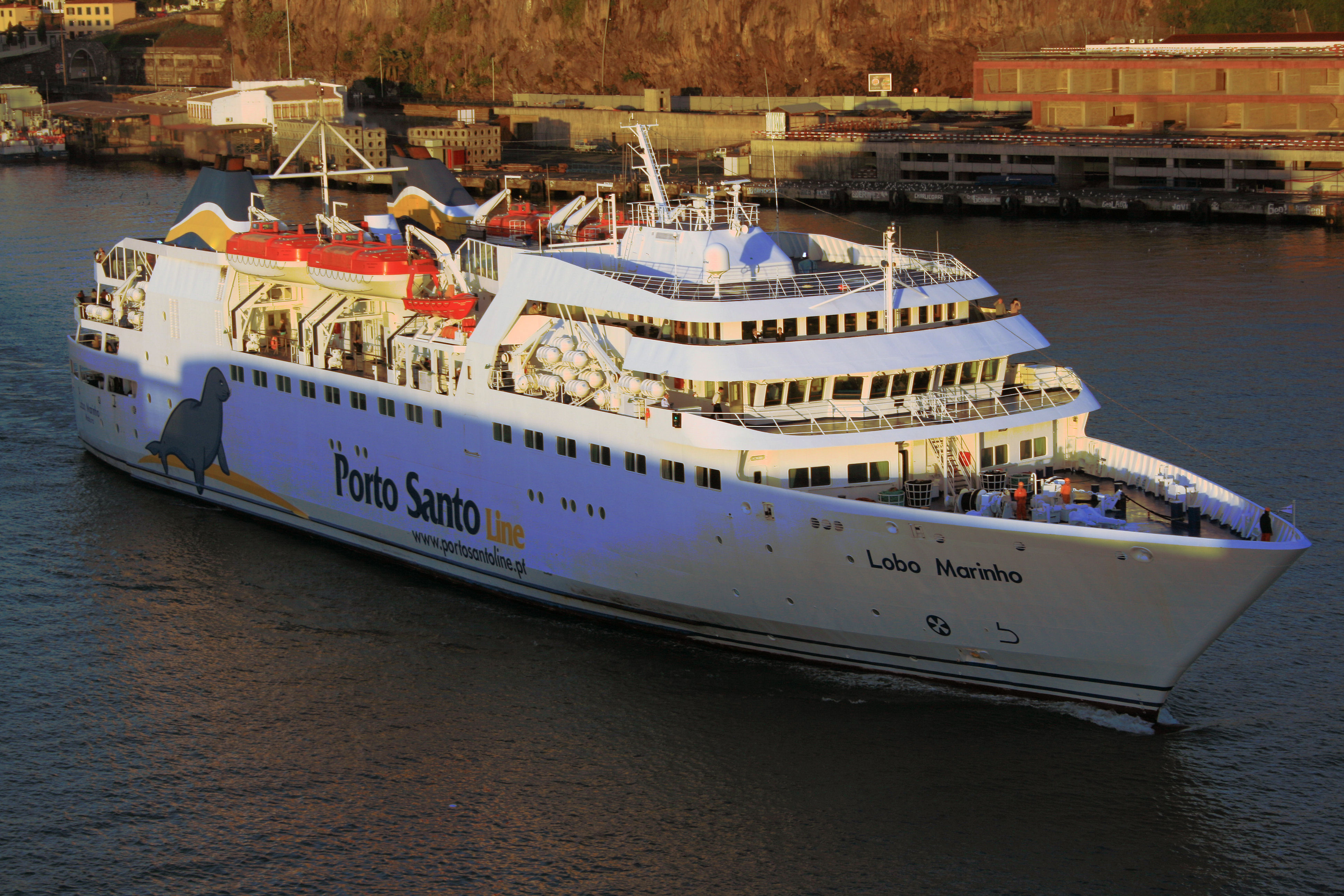
Der Neubau Lobo Marinho 2010

Die zweite und heutige Lobo Marinho ist eine RoRo-Fähre. Sie wurde am 28. Januar 2002 auf der Werft Baltisches Werk in Sankt Petersburg auf Kiel gelegt. Der Kasko wurde nach Portugal geschleppt und auf der Werft Estaleiros Navais de Viana do Castelo fertig gestellt. Das Schiff hatte am 4. Juni 2003 seine Jungfernfahrt. Die Fracht- und Passagierfähre hat eine Länge über alles von 112 Metern und einen Tiefgang von fünf Metern. Sie fasst 1150 Passagiere und 145 Fahrzeuge. Mit den zwei jeweils 8000 kW liefernden Hauptmotoren erreicht die Fähre eine Geschwindigkeit von 21,426 Knoten.
Im Linienbetrieb startet das Schiff von Funchal in der Regel morgens um 8.00 Uhr und erreicht den Hafen Porto Santo gut zwei Stunden später. Die Rückfahrt erfolgt abends um 18.00 Uhr. Freitags erfolgt die Fahrt von Funchal um 19.00 Uhr, die Rückfahrt von Porto Santo um 22.30 Uhr. Ergänzt wird dieser fast tägliche Fahrplan durch eine zweite Fahrt an ausgewählten Tagen.

## Schiffe der Reederei
| Name             | Baujahr | Werft                                        | Vermessung | Dienstzeit | Anmerkungen, Verbleib |
| ---------------- | ------- | -------------------------------------------- | ---------- | ---------- | --- |
| Madeirense (2)   | 1962    | Estaleiros São Jacinto, São Jacinto          | 1.214 BRT  | 1989–1998  | Frachtschiff der Empresa de Transportes do Funchal, (Schwestergesellschaft der Empresa de Navegação Madeirense) zweiwöchentliche Obsttransporte von Madeira nach Portugal; 1990 Umbau für 120 statt 12 Passagiere auf Route Funchal – Porto Santo. |
| Lady of Mann     | 1976    | Ailsa Shipbuilding Company, Troon/Schottland | 4.482 BRT  | 1995–1995  | Ro-Ro-Fähre; bis 1995 für Isle of Man Steam Packet Company im Einsatz und von der Porto Santo Line im Juli 1995 für drei Monate gechartert und bis November verlängert.                                                                            |
| Patria           | 1990    | FBM Marine, Cowes/Isle of Wight              | 110 Tonnen | 1995–1996  | Swath-Schiff, als Fähre gebaut für Região Autónoma da Madeira und nach Gewinn der Ausschreibung von dieser geachartert und nach Kauf der Lobo Marinho zurückgegeben.                                                                               |
| Lobo Marinho (1) | 1968    | Aalborg Værft, Aalborg/Dänemark              | 2.707 BRT  | 1996–2003  | Ro-Ro-Fähre; ex norweg. Christian IV, malays. Pernas Safari und maltes. Safari; nach Umbau tägliche Fahrten zwischen den Inseln des Archipels. |
| Lobo Marinho (2) | 2003    | Estaleiros Navais de Viana do Castelo        | 8.072 BRZ  | seit 2003  | Ro-Ro-Fähre für Porto Santo Line erbaut. Täglicher Liniendienst zwischen Funchal und Porto Santo. |